# Višnjićevo
Višnjićevo (cyr. Вишњићево) – wieś w Serbii, w Wojwodinie, w okręgu sremskim, w gminie Šid. W 2011 roku liczyła 1683 mieszkańców.